# 하인츠 회니히
하인츠 회니히(독일어: Heinz Hoenig, 1951년 9월 24일~)는 독일의 배우이다.

## 작품 목록

### 영화
- 8:27 (2018년)
- 점프 (2007년)
- 요 (2007년)
- 내 남자 길들이기 (2006년) - 로렌즈 슈미트 역
- 항체 (2005년)
- 일곱 난장이 (2004년)
- 메이데이 (1997년)
- 블랙 머니 워 (1996년)
- 더 인빈서블즈 (1994년)
- 해리 앤드 해리엣 (1990년)
- 라이브 캣 (1988년)
- 특전 유보트 (1981년)
- 나이프 인 더 해드 (1979년)